# Теорема про гомоморфізми
В абстрактній алгебрі, — фундаментальна теорема про гомоморфізми або перша теорема про ізоморфізм, — пов'язує структуру двох об'єктів, між якими встановлений гомоморфізм, а також — ядро та образ гомоморфізму.
Теорема про гомоморфізму використовується при доведенні теорем про ізоморфізм.

## Версія для теорії груп

Діаграма фундаментальної теореми про гомоморфізми, де — гомоморфізм, — нормальна підгрупа групи, — одиничний елемент групи.

Нехай задано дві групи {\displaystyle G} і {\displaystyle H} та {\displaystyle f\colon G\to H} — гомоморфізм між ними.
Нехай {\displaystyle N} — нормальна підгрупа групи {\displaystyle G} і {\displaystyle \varphi } — очевидний сур'єктивний гомоморфізм {\displaystyle G\to G\backslash N}, де {\displaystyle G\backslash N} — фактор-група групи {\displaystyle G} за підгрупою {\displaystyle N}. Якщо {\displaystyle N} — підмножина {\displaystyle \operatorname {ker} (f)}, то тоді існує єдиний гомоморфізм {\displaystyle h\colon G\backslash N\to H}, такий, що {\displaystyle f=h\circ \varphi }.
Іншими словами, природна проєкція {\displaystyle \varphi } є універсальною серед інших гомоморфізмів групи {\displaystyle G}, що відображають {\displaystyle N} в нейтральний елемент.
Ця теорема описується наступною комутативною діаграмою:
Відображення {\displaystyle h} є ін'єктивним тоді й лише тоді, коли {\displaystyle N=\operatorname {ker} (f)}. Тому, поклавши {\displaystyle N=\operatorname {ker} (f)}, одразу отримуємо першу теорему про ізоморфізм.
Також твердження фундаментальної теореми про гомоморфізми груп можна записати як "будь-який гомоморфний образ групи ізоморфний фактор-групі".

## Інші версії теореми
Схожі теореми мають місце для моноїдів, груп, кілець, модулів, векторних просторів та інших алгебраїчних структур.

## Дивись також
- Фактор-категорія